# Hermann von Somnitz
Hermann von Somnitz (* 31. Mai 1857 auf Rittergut Goddentow bei Lauenburg in Pommern; † 13. Mai 1925 ebenda) war ein deutscher Verwaltungsbeamter und Rittergutsbesitzer.

## Leben
Seine Eltern waren Marie von Kamecke und der Gutsbesitzer Theophil von Somnitz-Goddentow. Er ging mit seinem nächstälteren Bruder Paul von Somnitz auf das Königliche Pädagogium zu Putbus zur Schule. Hermann von Somnitz studierte Rechtswissenschaften an der Ruprecht-Karls-Universität Heidelberg. 1876 wurde er Mitglied des Corps Saxo-Borussia Heidelberg. Nach dem Studium trat er in den preußischen Staatsdienst ein und wurde Regierungsassessor bei der Regierung in Kassel. 1889 wurde er zunächst kommissarisch und 1890 endgültig zum Landrat des Kreises Anklam ernannt. Zu Beginn des Jahres 1894 wurde er als Landrat in den Landkreis Lauenburg i. Pom. versetzt. Dort blieb er bis 1907 im Amt. Anschließend lebte er bis zu seinem Tod 1925 auf seinem Rittergut in Goddentow bei Lauenburg.
Er war seit 1895 mit Elisabeth von Weiß verheiratet und hatte mit ihr die Kinder Rose-Marie, Fredegunde sowie Matthias Döring von Somnitz, auch Döring von Somnitz genannt. Er erbte als Sohn Goddentow mit Neu-Roskalin (1350 ha), des Weiteren Jezow (850 ha) und gründete mit Maria Richardis von Zychlinski eine Familie, Kinder Christoph-Lorenz, Tetzlaw, Friedrike und Heilwig, die fast alle auf Goddentow geboren wurden.
Sein Onkel war Karl Hermann von Somnitz (1813–1878). Der ältere Bruder Paul von Somnitz (1856–1941) beerbte den Onkel auf Schloss Charbrow beerbte und war mit Viktoria Gräfin von Westarp (1868–1960), der jüngeren Schwester Kuno von Westarps, verheiratet.

## Auszeichnungen
- Königlicher Kronenorden 3. Klasse, 1907[5]